# Episodi di Cardfight!! Vanguard (decima stagione)
Cardfight!! Vanguard (カードファイト!! ヴァンガード?, Kādofaito!! Vangādo) è stato trasmesso in Giappone dal 5 maggio 2018 al 4 maggio 2019 su Tokyo MX per un totale di 52 episodi. Le sigle d'apertura sono Legendary di Roselia (ep. 371-397) e Destiny Calls delle Team Ultra-Rare (ep. 398-422). Le sigle di chiusura sono GIFT from THE FIGHT!! di Tsubasa Yonaga e Takuya Satō (ep. 371-382), Triangle Message di Tsubasa Yonaga, Takuya Satō e Atsushi Abe (ep. 383-397), Mainichi Climax ☆ delle Milky Holmes (ep. 398-408) e UNSTOPPABLE cantata dalle RAISE A SUILEN (ep. 409-422).

Il logo della serie

Il protagonista è Aichi Sendou, un ragazzo timido che frequenta il terzo anno delle scuole medie. Nella vita di tutti i giorni quello che supporta la felicità del personaggio è una carta chiamata "Distruttore delle Lame", regalatagli da un suo coetaneo quando era bambino. Tale oggetto si rivela molto raro e fa parte di un gioco di carte chiamato "Vanguard", il quale è ambientato in un mondo immaginario chiamato "Pianeta Cray". Dal giorno in cui finalmente rincontra la persona che gli fece questo dono, ovvero Toshiki Kai, la vita di tutti i giorni di Aichi comincia a cambiare e prendere una svolta positiva.
Nel corso della storia incontrerà molti altri Fighter (giocatori di Vanguard), con cui stringerà amicizia e in altri casi delle rivalità, finendo poi per scoprire di avere un'abilità innata che gli permette di ascoltare le voci delle unità giocate sul Pianeta Cray, il che ricorda il potere Psyqualia detenuto da Ren Suzugamori, leader del Team Asteroid.
La storia è un remake della prima stagione originale e segue più fedelmente il manga di Akira Itō.

## Lista episodi
| Nº serie | Nº       | Titolo italiano (traduzione letterale) Giapponese 「Kanji」 - Rōmaji                                                                           | In onda           | In onda |
| Nº serie | Nº       | Titolo italiano (traduzione letterale) Giapponese 「Kanji」 - Rōmaji                                                                           | Giapponese        |         |
| 1 (371)  | Image 1  | Risvegliati, Vanguard!! 「スタンドアップ・ヴァンガード!!」 - Sutando Appu Vangādo!!                                                            | 5 maggio 2018     |         |
| 2 (372)  | Image 2  | Cavalca il Vanguard!! 「ライド・ザ・ヴァンガード!!」 - Raido za Vangādo!!                                                                      | 12 maggio 2018    |         |
| 3 (373)  | Image 3  | Chi è il Fighter più forte!! 「最強ファイターは誰だ!!」 - Saikyō Faitā wa dareda!!                                                             | 19 maggio 2018    |         |
| 4 (374)  | Image 4  | Il segreto di Misaki!! 「ミサキのひみつ!!」 - Misaki no himitsu!!                                                                              | 26 maggio 2018    |         |
| 5 (375)  | Image 5  | Andiamo a Card Capital!! 「カードキャピタルに行こう!!」 - Kaado Kyapitaru ni ikou!!                                                            | 2 giugno 2018     |         |
| 6 (376)  | Image 6  | Dichiarazione di guerra! Torneo del negozio 「宣戦布告!! ショップ対抗戦」 - Sensen fukoku!! Shoppu taikō-sen                                   | 9 giugno 2018     |         |
| 7 (377)  | Image 7  | Formazione!! Q4 「結成!! Q4」 - Kessei!! Kuadoriforio                                                                                          | 16 giugno 2018    |         |
| 8 (378)  | Image 8  | Turbolenza!! Q4 contro NwO 「波乱!! Q4 VS NwO」 - Haran!! Kuadoriforio Buiesu Nagisa Uizu Azāzu                                                | 23 giugno 2018    |         |
| 9 (379)  | Image 9  | Kai perde!! 「櫂, 敗れる!!」 - Kai, yabureru!!                                                                                                 | 30 giugno 2018    |         |
| 10 (380) | Image 10 | Il vento di Aichi!! 「アイチの風!!」 - Aichi no kaze!!                                                                                         | 7 luglio 2018     |         |
| 11 (381) | Image 11 | Battaglia degli uomini!! 「男たちの戦い!!」 - Otokotachi no tatakai!!                                                                          | 14 luglio 2018    |         |
| 12 (382) | Image 12 | Misterioso nemico Foo Fighter!! 「謎の敵・フーファイター!!」 - Nazo no teki Fū Faitā!!                                                         | 21 luglio 2018    |         |
| 13 (383) | Image 13 | Kamui!! Risolvendo la vendetta!! 「カムイ!! 決着のリベンジ!!」 - Kamui!! Ketchaku no Ribenji!!                                                 | 28 luglio 2018    |         |
| 14 (384) | Image 14 | Risveglio!! PSYQualia 「覚醒!! PSYクオリア」 - Kakusei!! Saikuoria                                                                             | 4 agosto 2018     |         |
| 15 (385) | Image 15 | AMICO 「FRIEND」 - Furendo | 11 agosto 2018    |         |
| 16 (386) | Image 16 | I loro rispettivi sentimenti 「それぞれの想い」 - Sorezore no omoi                                                                             | 18 agosto 2018    |         |
| 17 (387) | Image 17 | Un Cavaliere Nero Jet!! Buio oscuro 「漆黒の騎士!!ブラスター・ダーク」 - Shikkoku no Kishi!! Burasutā Dāku                                     | 25 agosto 2018    |         |
| 18 (388) | Image 18 | Kai, Ren e Aichi 「櫂とレン, そしてアイチ」 - Kai to Ren, soshite Aichi                                                                        | 1º settembre 2018 |         |
| 19 (389) | Image 19 | La speculazione di Tetsu 「テツの思惑」 - Tetsu no omowaku                                                                                     | 8 settembre 2018  |         |
| 20 (390) | Image 20 | Riunione 「サイカイ」 - Saikai | 15 settembre 2018 |         |
| 21 (391) | Image 21 | Abisso oscuro 「闇の深淵」 - Yami no shin'en                                                                                                   | 22 settembre 2018 |         |
| 22 (392) | Image 22 | Lotta seria 「本気のファイト」 - Honki no Faito                                                                                                | 29 settembre 2018 |         |
| 23 (393) | Image 23 | Piccola luce 「小さな光」 - Chīsana hikari | 6 ottobre 2018    |         |
| 24 (394) | Image 24 | Kai 「櫂」 - Kai | 13 ottobre 2018   |         |
| 25 (395) | Image 25 | Il Vanguard 「先導者」 - Vangādo | 20 ottobre 2018   |         |
| 26 (396) | Image 26 | Anomalia di Vanguard!! Enciclopedia delle Unità 「ヴァンガ異変!! ユニット大図鑑」 - Vanga ihen!! Yunitto dai zukan                             | 27 ottobre 2018   |         |
| 27 (397) | Image 27 | In piedi! Vita della scuola superiore 「スタンドアップ! ハイスクール・ライフ!!」 - Sutando Appu! Hai Sukūru Raifu!!                            | 3 novembre 2018   |         |
| 28 (398) | Image 28 | Cardfight Club iniziato! 「カードファイト部、始めます！」 - Kādofaitobu, hajime masu!                                                          | 10 novembre 2018  |         |
| 29 (399) | Image 29 | Nuovi alleati 「新たな仲間」 - Aratana nakama                                                                                                  | 17 novembre 2018  |         |
| 30 (400) | Image 30 | La mia idol 「私のアイドル」 - Watashi no Aidoru                                                                                               | 24 novembre 2018  |         |
| 31 (401) | Image 31 | Capo delle ombre 「影の番長」 - Kage no banchō                                                                                                 | 1º dicembre 2018  |         |
| 32 (402) | Image 32 | Primo incontro di scambio 「初めての交流戦」 - Hajimete no kōryūsen                                                                            | 8 dicembre 2018   |         |
| 33 (403) | Image 33 | Vanguard Koshien 「ヴァンガード甲子園」 - Vangado Kōshien                                                                                      | 15 dicembre 2018  |         |
| 34 (404) | Image 34 | L'altro Vanguard 「もうひとりの先導者ヴァンガード」 - Mō hitori no Vangādo                                                                     | 22 dicembre 2018  |         |
| 35 (405) | Image 35 | Takuto, maestro di concerti 「コンサートマスター タクト」 - Konsāto Masutā Takuto                                                              | 5 gennaio 2019    |         |
| 36 (406) | Image 36 | Conduttore del destino 「ディスティニーコンダクター」 - Disutinī Kondakutā                                                                     | 12 gennaio 2019   |         |
| 37 (407) | Image 37 | Invasione dello zombi di PSYqualia 「ＰＳＹクオリアゾンビ襲来」 - Saikuoria Zonbi shūrai                                                       | 19 gennaio 2019   |         |
| 38 (408) | Image 38 | Oltre l'immaginazione! 「運命を超えろ!」 - Unmei o koero!                                                                                      | 26 gennaio 2019   |         |
| 39 (409) | Image 39 | Vera forza 「本当の力」 - Hontō no chikara | 2 febbraio 2019   |         |
| 40 (410) | Image 40 | Vero e falso 「本物と偽者」 - Honmono to nisemono                                                                                              | 9 febbraio 2019   |         |
| 41 (411) | Image 41 | Visione del turno finale 「幻のファイナルターン」 - Maboroshi no Fainaru Tān                                                                   | 16 febbraio 2019  |         |
| 42 (412) | Image 42 | Camminatori Chiamati, quelli governati dal destino 「コールドウォーカー運命に支酉されし者」 - Kōrudo Uōkā unmei ni sasō tori sa reshi mono     | 23 febbraio 2019  |         |
| 43 (413) | Image 43 | Legami distorti 「歪められた絆」 - Yugame rareta kizuna                                                                                        | 2 marzo 2019      |         |
| 44 (414) | Image 44 | Destino ingarbugliato 「絡みあう運命」 - Karami au unmei                                                                                       | 9 marzo 2019      |         |
| 45 (415) | Image 45 | Rivalità 「相克」 - Sōkoku | 16 marzo 2019     |         |
| 46 (416) | Image 46 | Il nemico più vile: Aichi 「最凶の敵・アイチ」 - Saikyō no teki Aichi                                                                          | 23 marzo 2019     |         |
| 47 (417) | Image 47 | La verità del conduttore del destino 「運命を指揮する者、その正体」 - Unmei o shiki suru mono (Disutinī Kondakutā), sono shōtai                | 30 marzo 2019     |         |
| 48 (418) | Image 48 | La memoria di Kai 「櫂の記憶」 - Kai no kioku                                                                                                  | 6 aprile 2019     |         |
| 49 (419) | Image 49 | Legami 「絆」 - Kizuna | 13 aprile 2019    |         |
| 50 (420) | Image 50 | Il giorno in cui Vanguard sparirà 「ヴァンガードが消える日」 - Vangādo ga kieru hi                                                             | 20 aprile 2019    |         |
| 51 (421) | Image 51 | Messia 「救世主」 - Mesaia | 27 aprile 2019    |         |
| 52 (422) | Image 52 | Anomalia di Vanguard!! Unità Enciclopedia Grado 2!! 「ヴァンガ異変!! ユニット大図鑑グレイド2!!」 - Vanga Ihen!! Yunitto dai Zukan Gureido Tu!! | 4 maggio 2019     |         |